# Station Wien Leopoldau
Bahnhof Wien Leopoldau is een knooppunt voor de S-Bahn en U-Bahn in het noorden van de Oostenrijkse hoofdstad Wenen. Sinds 2 september 2006 ligt het noordelijke eindpunt van U-Bahn lijn U1 aan de zuidrand van de spoorlijn.